# عمارة عدائية

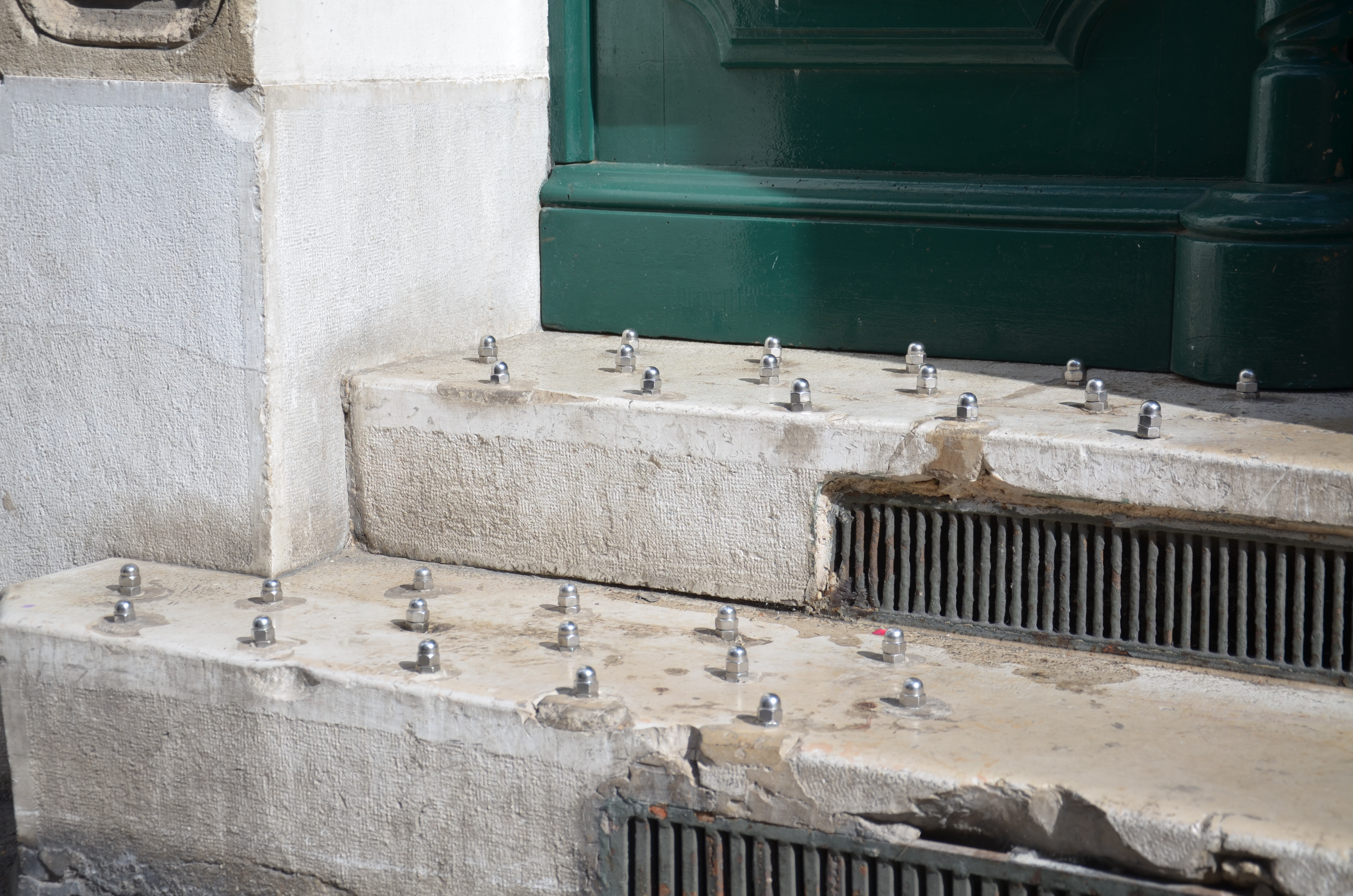
مسامير ملولبة مركبة على الدرجات الأمامية لأحد الأبنية في مارسيليا بغية منع الجلوس والنوم عليها

العمارة العدائية هي إستراتيجية تصميم حضري، تستخدم عناصر من البيئة المبنية لتوجيه السلوك أو تقييده بشكل مقصود لمنع الجريمة والحفاظ على النظام. غالبًا ما تستهدف العمارة العدائية الأشخاص الذين يستخدمون أو يعتمدون على الأماكن العامة أكثر من غيرهم، مثل الشباب والمشردين عن طريق تقييد السلوكيات البدنية التي يمكنهم الانخراط فيها. تُعرف أيضًا بكل من المصطلحات التالية، العمارة الدفاعية والتصميم العدائي والتصميم غير السار والتصميم الإقصائي والتصميم الحضري الدفاعي، وغالبًا ما يرتبط مصطلح العمارة العدائية «بالأشواك المضادة للمشردين»، وهي عبارة عن مسامير توضع على الأسطح المستوية لجعل النوم عليها أمرًا غير مريح وغير عملي. تشمل التدابير الأخرى عتبات النوافذ المنحدرة لمنع الناس من الجلوس، والمقاعد ذات مساند الأذرع الموضوعة بطريقة تمنع الأشخاص من الاستلقاء عليها، ومرشات المياه التي «تعمل بشكل متقطع، ولكنها لا تسقي أي شيء حقيقة». تُستخدم العمارة المعادية أيضًا لمنع التزلج على الألواح ورمي القمامة والتسكع والتبول في الأماكن العامة. يجادل النقاد بأن مثل هذه التدابير تعزز الانقسامات الاجتماعية وتخلق مشاكل لجميع الناس وخاصة لكبار السن والأطفال وذوي الإعاقة.

## الاستراتيجيات

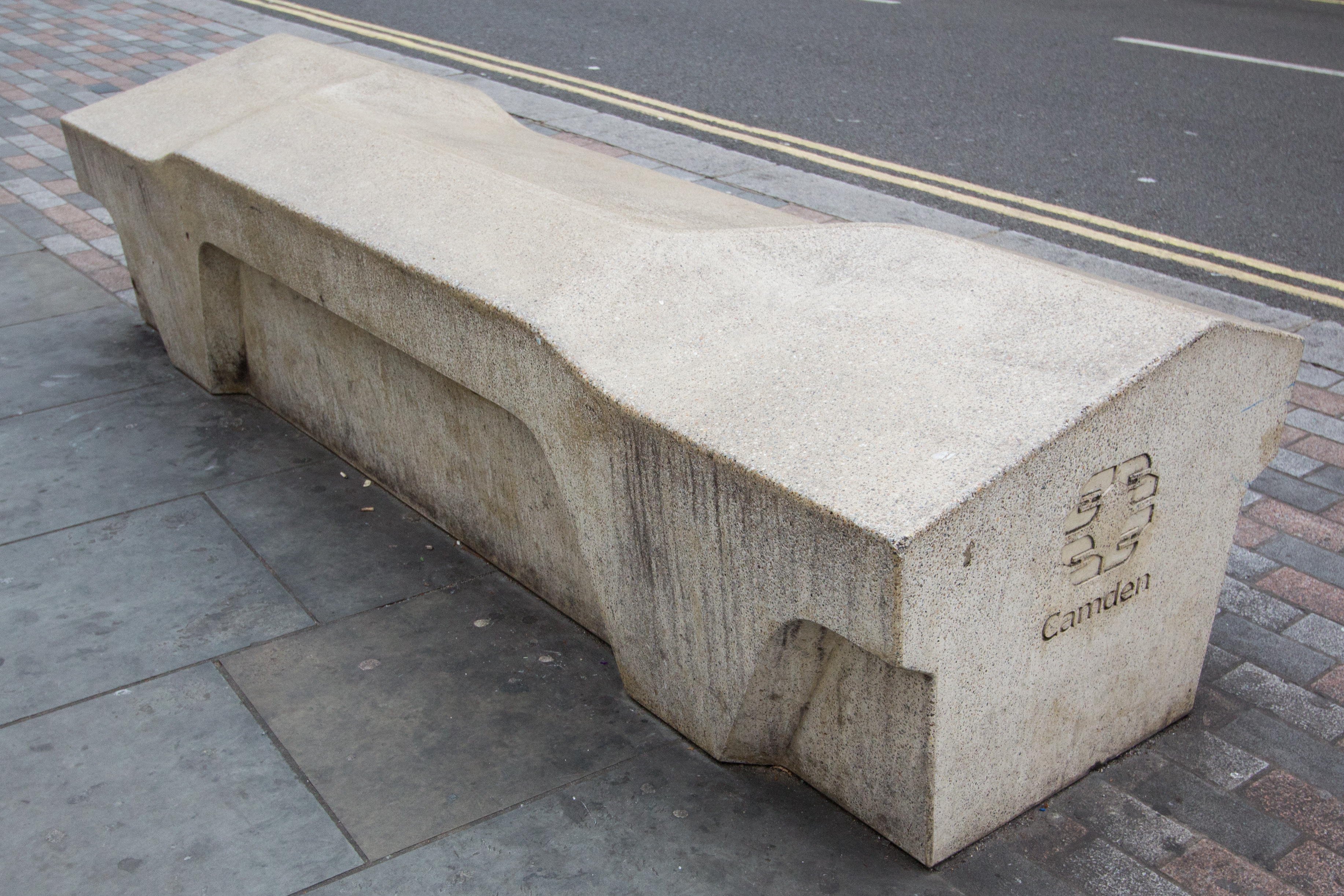
مقعد عام في لندن الغاية من تصميمه هي ردع النوم عليه والتسكع والتزلج والسرقة

تتضمن الأمثلة عن العمارة العدائية ما يلي:
- وضعت وزارة النقل في سياتل مواقف للدراجات الهوائية بهدف منع المشردين من التخييم في هذه الأماكن.[7]
- عملت محطة بنزين في نيو كنسينغتون في ولاية بنسلفانيا على تركيب إضاءة زرقاء في حماماتها، مما يجعل من الصعب على متعاطي المخدرات العثور على أوردتهم.[8][9]
- الأشواك المضادة للمشردين الموضوعة على طريق كيرتن في لندن، تمنع المشردين من النوم هناك.[10]

تماشيًا مع التنفيذ واسع النطاق للمبادئ التوجيهية في المساحات التي يُراد الدفاع عنها في السبعينيات من القرن العشرين، فقد استندت معظم تطبيقات سي بّي تي إي دي وهي أجندة (منع الجريمة عبر التصميم البيئي)، اعتبارًا من 2004 فقط إلى النظرية القائلة بأن التصميم المناسب والاستخدام الفعال للبيئة المبنية يمكن أن يقلل من الجريمة ويقلل من الخوف المرافق لها ويحسن جودة الحياة. تسعى التطبيقات المبنية لأجندة سي بّي تي إي دي، إلى ثني المخالفين عن ارتكاب الجرائم، من خلال التلاعب بالبيئة المبنية التي قد تحدث فيها هذه الجرائم أو تنطلق منها. تتضمن المفاهيم الرئيسية الستة وفقًا لموفات، الإقليمية والمراقبة والتحكم في الوصول والصورة/ الصيانة ودعم النشاط وتحصين الهدف. يُعد تطبيق كل من هذه الاستراتيجيات أمرًا أساسيًا عند محاولة منع الجريمة في أي حي سواء كان مليئًا بالجريمة أم لا.

## ردود خلاقة
صور ستيفان أرجيليت وغيلز باتي ريست أوف ذا فقير (استراحة الفقير)، يظهران فيه وهما يحاولان الاستراحة في أماكن تُعد أمثلة على التصميم العدائي في جميع أنحاء باريس.
وثقت الفنانة الأمريكية سارة روس في عام 2005، أمثلة عن التصميم العدائي في جميع أنحاء لوس أنجلوس في سلسلتها مقاومة مغرية. أنشأت في متابعة لها عام 2006 ما يُسمى آرشيسوتس، وهي عبارة عن ملابس مصممة لتناسب المساحة السلبية للتصميم العدائي، تساعد الشخص على النوم في هذه الأماكن.
أنشا الفنان البريطاني ستيورات سيمبل في عام 2018، حملة توعية عامة على وسائل التواصل الاجتماعي لتشجيع الجمهور على وضع ملصقات تعريفية على حالات التصميم العدائي في بيئتهم.
أُنشئ عدد من مشاريع رسم الخرائط لتوثيق أمثلة عن العمارة العدائية أو الدفاعية كوسيلة لزيادة الوعي وجمع البيانات حول استخدامها. هيدن هوستيليتي دي سي، يبحث عن هذه الحالات في واشنطن العاصمة، ومابينغ ديفينسفيتو يبحث عن أمثلة في تورونتو في كندا، وخرائط سويون هومان تعرض أمثلة ضمن فرنسا وخارجها.

## معرض الصور

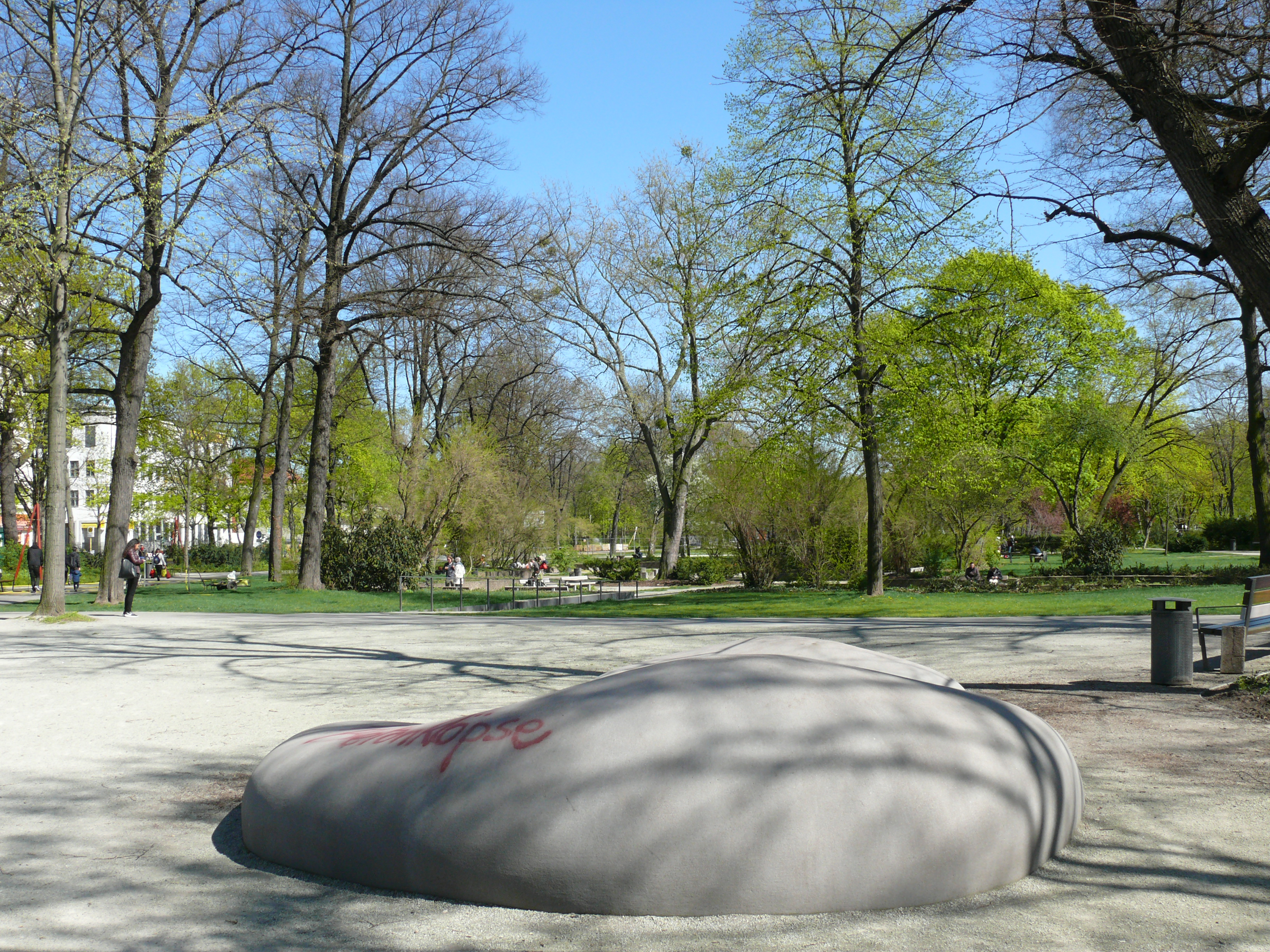
حَصاة للجلوس «Sitzkiesel» مستبدلة مقعدًا سابقًا في إحدى حدائق برلين
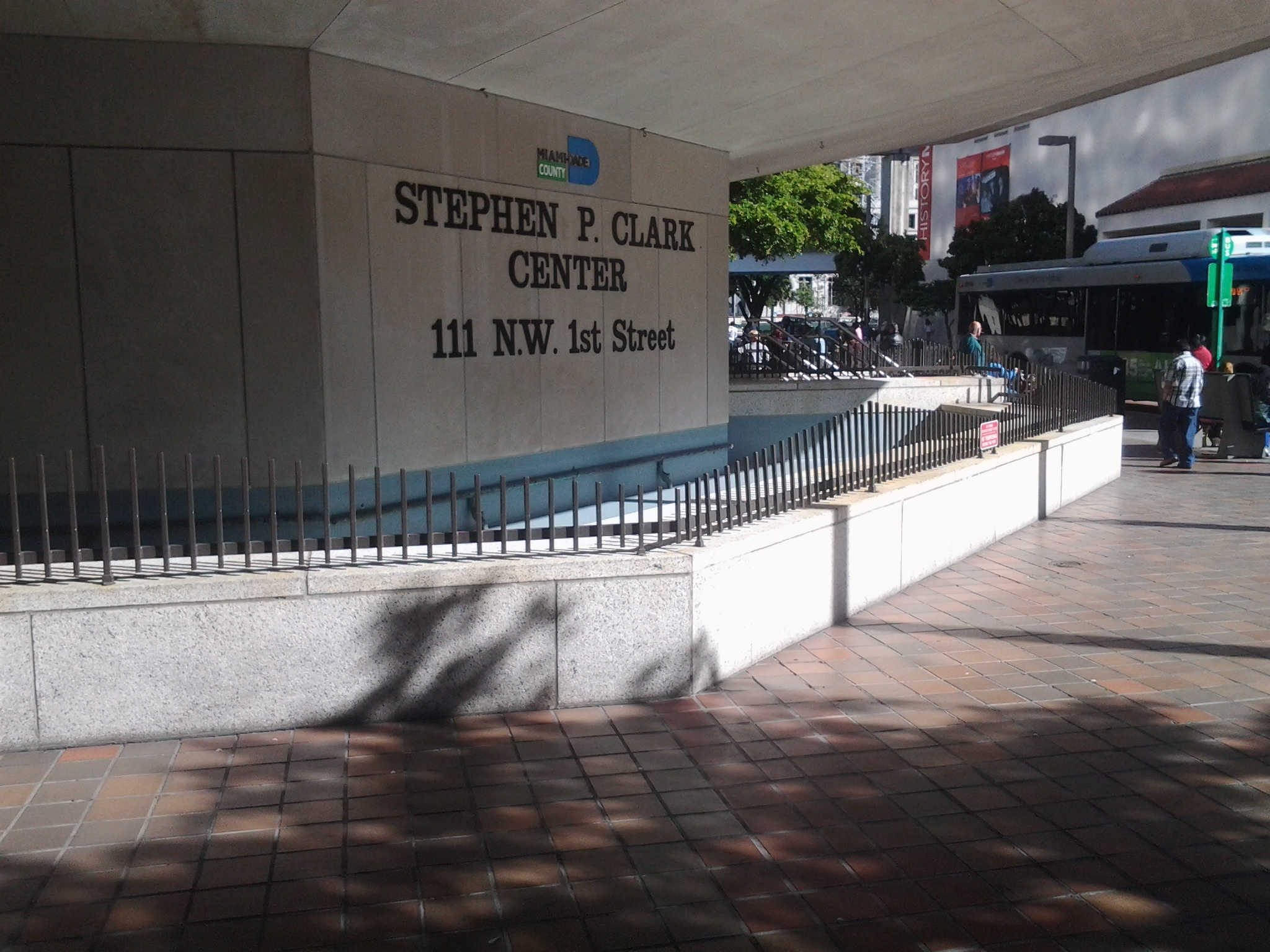
أطراف مدببة أضيفت حول نافورة مياه في بناء المركز الحكومي بمدينة ميامي
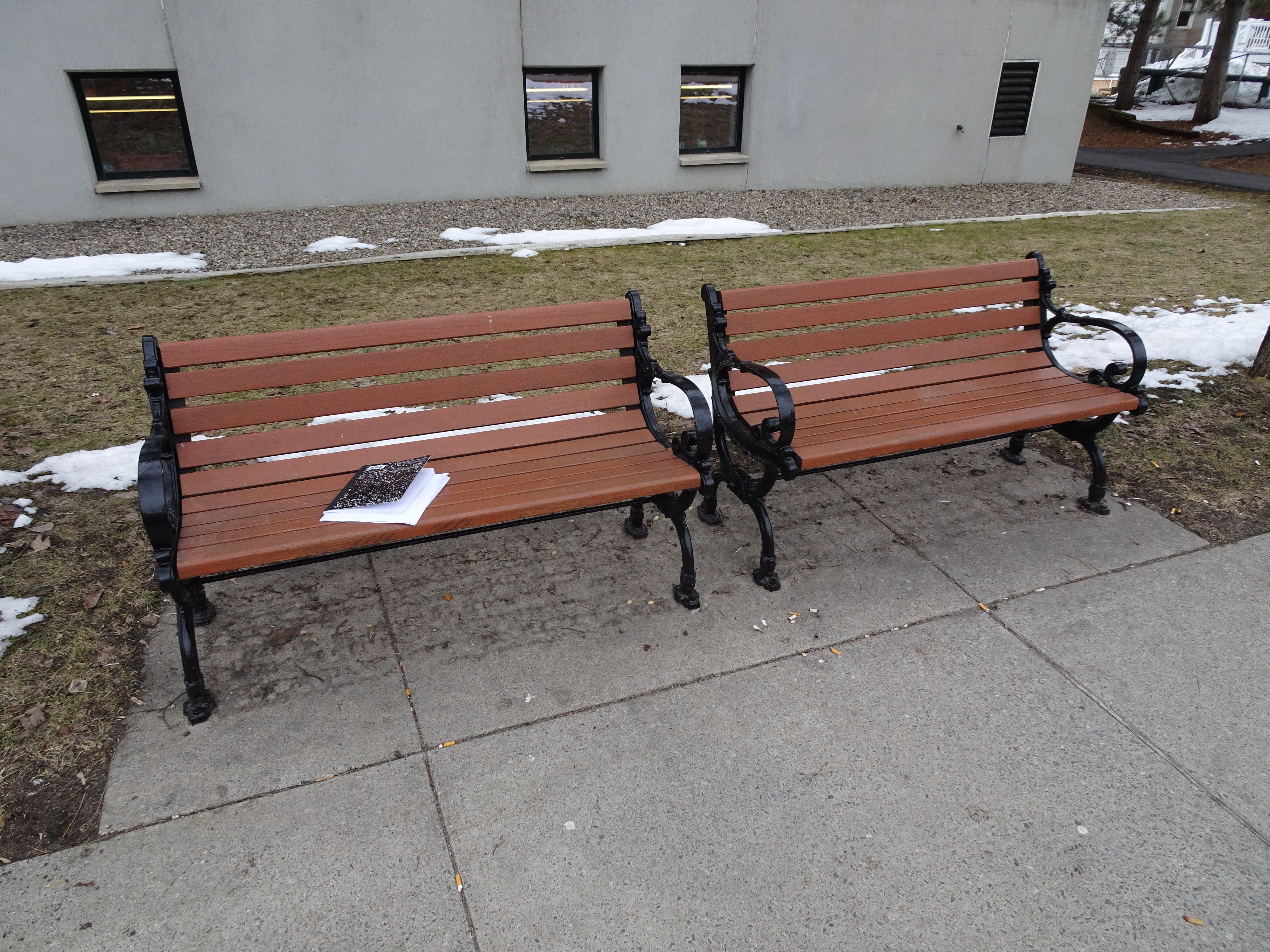
مقعدا حديقة مجاوران قصيران عوضًا عن مقعد واحد طويل منعًا لإساءة الاستخدام
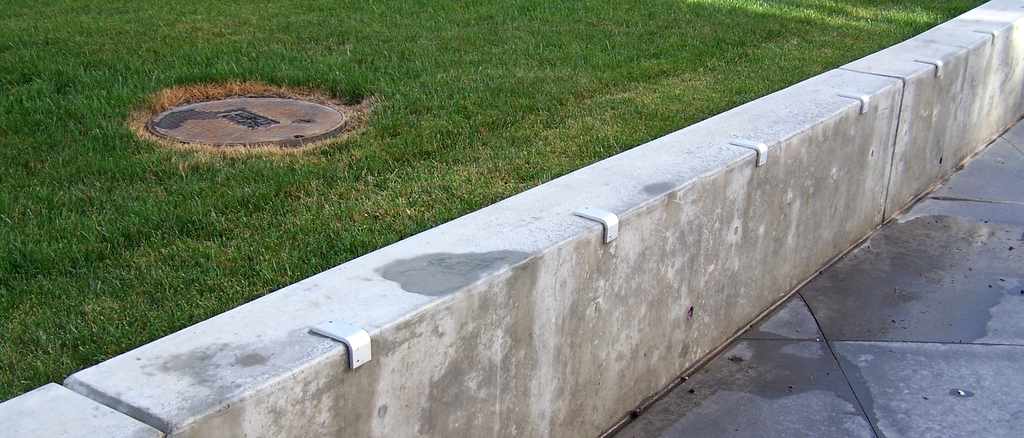
Ledge
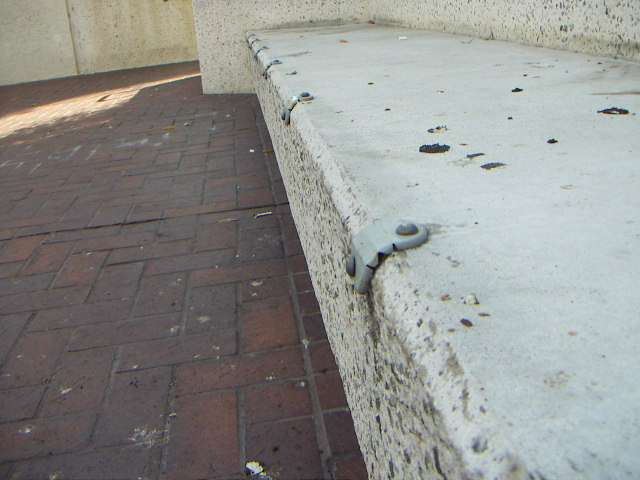
حافّة مزدوة بقطع معدنية ناتئة لمنع المتزلجين من اللعب